# Holger Badstuber
Holger Badstuber (Memmingen, 13 maart 1989) is een Duits voormalig betaald voetballer die doorgaans als verdediger of als verdedigende middenvelder speelde. Badstuber debuteerde in 2010 in het Duits voetbalelftal.

## Carrière
Badstuber werd op zijn dertiende in de jeugdopleiding van VfB Stuttgart opgenomen en vertrok later naar die van Bayern München. Daar haalde toenmalig trainer Louis van Gaal hem in 2009 bij de hoofdmacht, waarin hij dermate veel indruk maakte dat bondscoach Joachim Löw hem op 29 mei 2010 tegen Hongarije liet debuteren in het Duitse nationale team. Een jaar na zijn Bundesliga-debuut nam Löw hem ook mee naar het WK 2010 in Zuid-Afrika, waar hij de eerste groepswedstrijd tegen Australië (4–0 winst) en de tweede tegen Servië (0–1 verlies) in de basis begon.

## Clubstatistieken
| Seizoen | Club           | Land               | Competitie    | Competitie | Competitie | Beker | Beker | Internationaal | Internationaal | Totaal | Totaal |
| Seizoen | Club           | Land               | Competitie    | Wed.       | Dlp.       | Wed.  | Dlp.  | Wed.           | Dlp.           | Wed.   | Dlp.   |
| ------- | -------------- | ------------------ | ------------- | ---------- | ---------- | ----- | ----- | -------------- | -------------- | ------ | ------ |
| 2009/10 | Bayern München | Vlag van Duitsland | Bundesliga    | 33         | 1          | 4     | 0     | 12             | 0              | 49     | 1      |
| 2010/11 | Bayern München | Vlag van Duitsland | Bundesliga    | 23         | 0          | 5     | 0     | 3              | 0              | 31     | 0      |
| 2011/12 | Bayern München | Vlag van Duitsland | Bundesliga    | 33         | 0          | 5     | 0     | 12             | 0              | 50     | 0      |
| 2012/13 | Bayern München | Vlag van Duitsland | Bundesliga    | 12         | 0          | 1     | 0     | 4              | 0              | 17     | 0      |
| 2013/14 | Bayern München | Vlag van Duitsland | Bundesliga    | 0          | 0          | 0     | 0     | 0              | 0              | 0      | 0      |
| 2014/15 | Bayern München | Vlag van Duitsland | Bundesliga    | 10         | 0          | 2     | 0     | 4              | 1              | 16     | 1      |
| 2015/16 | Bayern München | Vlag van Duitsland | Bundesliga    | 7          | 0          | 1     | 0     | 1              | 0              | 9      | 0      |
| 2016/17 | Bayern München | Vlag van Duitsland | Bundesliga    | 1          | 0          | 1     | 0     | 1              | 0              | 3      | 0      |
| 2016/17 | → Schalke 04   | Vlag van Duitsland | Bundesliga    | 10         | 0          | 1     | 0     | 1              | 0              | 12     | 0      |
| 2017/18 | VfB Stuttgart  | Vlag van Duitsland | Bundesliga    | 27         | 2          | 1     | 0     | —              | —              | 28     | 2      |
| 2018/19 | VfB Stuttgart  | Vlag van Duitsland | Bundesliga    | 11         | 0          | 1     | 0     | —              | —              | 12     | 0      |
| 2019/20 | VfB Stuttgart  | Vlag van Duitsland | 2. Bundesliga | 7          | 2          | 1     | 0     | —              | —              | 8      | 2      |
| Totaal  | Totaal         | Totaal             | Totaal        | 174        | 5          | 23    | 0     | 38             | 1              | 235    | 6      |

## Erelijst
Bayern München
- UEFA Champions League: 2012/13
- UEFA Super Cup: 2013
- FIFA WK voor clubs: 2013
- Bundesliga: 2009/10, 2012/13, 2013/14, 2014/15, 2015/16
- DFB-Pokal: 2009/10, 2013/14, 2015/16
- DFL-Supercup: 2010, 2012, 2016
- Kicker Bundesliga team van het jaar 2011/12